# Biet Maya – På nya honungsäventyr
Biet Maya – På nya honungsäventyr (engelska: Maya the Bee: The Honey Games) är en tysk/australisk animerad barnfilm från 2018.

## Handling
Maya är ett livligt bi som beger sig till Buzztropolis för att beskåda honungsspelen och beslutar sig i slutändan för att delta i densamma för att säkra sin kolonis sommarskörd.

## Rollista

### Engelska röster
- Coco Jack Gillies — Maya
- Benson Jack Anthony — Willi
- Richard Roxburgh — Flip
- Justine Clarke — Queen
- Marney McQueen — Empress
- Linda Ngo — Violet
- Cam Ralph — Bedford
- Jordan Hare — Spinder
- Sam Haft — Drago
- Peter McAllum — Mantis
- Tess Meyer — Sandra
- Jane Ubrien — Thekla
- Stavroula Adameitis — Chelsea
- David Collins — Arnie
- Shane Dundas — Barney
- Jimmy James Eaton — Craig
- Rupert Degas — Beegood

### Svenska röster
- Maya — Amy Deasismont
- Villy — Leo Hallerstam
- Trolle — Adam Fietz
- Drottningen — Birgitte Söndergaard
- Acke — Adam Portnoff
- Surrlin — Figge Norling
- Bilund — Anders Öjebo
- Lasse — Anders Öjebo
- Hasse — Johan Reinholdsson
- Viola — Mimmi Sandén
- Sandra — Amanda Jennefors
- Cilla — Josefine Götestam
- Kejsarinnan — Sharon Dyall
- Flipp — Fredde Granberg
- Spinna — Norea Sjöquist
- Sebbe — Michael Blomqvist
- Gammelsyrsa — Magnus Mark
- Teklah — Charlotte Ardai Jennefors

Övriga röster: Alexandra Alm Nylén, Anna Engh, Bianca Lögstrand, Christian Jernbro, Daniel Bergfalk, Elsa Larsson, Hanna Dubbelman, Johan Wilhelmsson, Josef Logren, Lina Bergfalk, Lucas Krüger, Mattias Söderberg, Mikaela Tidermark, Ole Ornered, Thea Jernbro, Truls Gille, Ville Ziljeholm, Zoe Jahns